# Centropogon hartwegii
Centropogon hartwegii là loài thực vật có hoa trong họ Hoa chuông. Loài này được (Benth.) Benth. & Hook.f. ex B.D.Jacks. mô tả khoa học đầu tiên năm 1895.